# حارة الجامع الكبير (صنعاء)
الجامع الكبير بالروضة هي إحدى حارات حي سدس الروض (صنعاء) بمدينة الروضة شمال العاصمة اليمنية "صنعاء"، بلغ تعداد سكانها 742 نسمة حسب تعداد اليمن لعام 2004.